# Stephanos Skouloudis

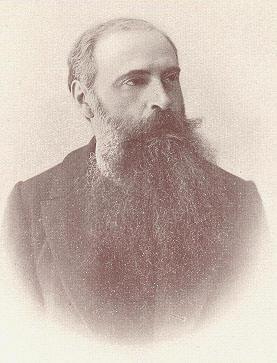
Stephanos Skouloudis.

Stephanos Skouloudis (Grieks:Στέφανος Σκουλούδης) (Istanboel, 23 november 1838 - Athene, 19 augustus 1928) was een Grieks bankier, diplomaat en staatsman.

## Vroege jaren
Stephanos Skouloudis werd in 1838 geboren in Istanbul. Zijn ouders Ioannis en Zena Skouloudis waren oorspronkelijk van Kreta en zijn vader was zakenman in Istanbul, waar Skouloudis zijn lagere school liep. In 1852 werd hij naar de hoge school in Athene gestuurd, waarna hij studies aan de medische school aan de Universiteit van Athene deed. In 1859 vervoegde Skouloudis het bekende handelshuis van de familie Ralli en werd manager van diens import- en exportzaken. Tot in 1863 stond hij ook aan het hoofd van de Turkse operaties. In 1871 stichtte hij samen met Andreas Syngrou de Bank van Constantinopel. Occasioneel assisteerde Skouloudis ook de Griekse regering met diplomatieke zaken met het Ottomaanse Rijk. Skouloudis kreeg veel inkomsten, werd zeer rijk en in 1876 verhuisde hij definitief naar Athene. 

## Diplomatiek en politiek leven
In Athene werd Skouloudis politiek zeer actief en de crisis van 1877 overtuigde hem om de Griekse regering te dienen. Toen deze crisis uitmondde in de Russisch-Turkse Oorlog van 1877-1878, werd Skouloudis belast met de opdracht om geheim gezant te worden van de Albanese bevolking buiten de Griekse grenzen. Bij het gesprekken die leidden tot het Congres van Berlijn vertegenwoordigde hij de stad Ioannina. Het Congres van Berlijn zorgde ervoor dat de diplomatieke contacten tussen Griekenland en het Ottomaanse Rijk weer opgestart konden worden.
Buiten zijn diplomatieke baan was Skouloudis ook betrokken bij andere openbare diensten. In 1880 werd hij toegevoegd aan het College van Gouverneurs van de Bank van Griekenland en in 1882 stichtte hij het bedrijf dat belast was met de drooglegging van het Copaïs-meer.
In 1881 werd hij verkozen in het Parlement van Griekenland voor de Nieuwe Partij van Charilaos Trikoupis. In 1883 verliet hij het parlement toen hij ambassadeur in Spanje werd tot in 1886. Nadat Oost-Roemelië in 1886 in Bulgaarse handen kwam, werd Skouloudis in 1886 belast met de vertegenwoordiging van Griekenland in naam van de Griekse regering bij gesprekken in Constantinopel.
In 1892 werd Skouloudis terug verkozen in het Grieks parlement en werd hij minister van Religie en Onderwijs en later van Marine in de regering van Charilaos Trikoupis. Hij werd zowel door de liberale premier Trikoupis als de conservatieve premier Theodoros Deligiannis ingeschakeld om leningen te vragen in het buitenland bij de groeiende economische crisis.
Hij was ook lid van het organisatiecomité voor de Olympische Zomerspelen van 1896. Hij stelde vast dat de kosten voor deze spelen hoog waren en wegens de economische crisis stelde hij aan het hoofd van het organisatiecomité, kroonprins Constantijn I, voor om af te zien van de organisatie van de Olympische Zomerspelen.
Constantijn besliste echter om de Spelen te laten doorgaan. Hierdoor stapten Skouloudis en een aantal anderen die het met hem eens waren uit het organisatiecomité. De Spelen werden een groot succes en in 1900 volgde een nieuwe editie in Parijs.
Wegens zijn diplomatieke ervaringen werd de liberale Skouloudis in 1897 minister van Buitenlandse Zaken in de conservatieve regering van Dimitrios Rallis. In deze functie was hij belast met het Griekse diplomatiek overleg na de nederlaag van de Grieken bij de Grieks-Turkse Oorlog van 1897. Het diplomatiek overleg draaide echter op niets uit en Griekenland verloor veel grondgebied.
In 1905 kwam Skouloudis opnieuw in het parlement, maar diende niet in de regering. Na de Goudirevolutie van 1909 werd hij vaak genoemd als potentieel hervormingspremier, maar uiteindelijk kreeg Stephanos Dragoumis deze functie. Dragoumis maakte in 1910 plaats voor Eleftherios Venizelos die de politieke crisis oploste. In 1912 werd Skouloudis door Venizelos als Grieks vertegenwoordiger naar Londen gestuurd na de Eerste Balkanoorlog.

## Nationaal Schisma en eerste minister
Na de dood van koning George I in 1913, ontstond er een slechte relatie tussen premier Venizelos en de nieuwe koning Constantijn I. Toen de Eerste Wereldoorlog uitbrak in Europa, kwam er ruzie tussen de pro-Duitse koning en de pro-Geallieerde premier over de toetreding van Griekenland in de oorlog. De koning was voor neutraliteit en Venizelos wou de zijde van de Geallieerden kiezen. Uiteindelijk trad Venizelos af en werd hij opgevolgd door Alexandros Zaimis. In oktober 1915 verliet Venizelos Athene en vestigde hij zich in Thessaloniki, waar hij een tegenregering vormde. Door die reden trad de regering-Zaimis af. Vervolgens vroeg de koning aan Skouloudis om een regering van nationale eenheid te vormen, waarin alle partijen in het parlement deel van uitmaakten. De regering-Skouloudis concentreerde zich vooral op de vraag of Griekenland zou toetreden tot de Eerste Wereldoorlog en probeerde de tegenregering in Thessaloniki met de regering in Athene te verzoenen. Dit mislukte en Skouloudis nam ontslag als eerste minister. Hij werd opgevolgd door Alexandros Zaimis, die opnieuw eerste minister werd.
Na de troonsafstand van koning Constantijn in 1917 en de terugkeer van Venizelos naar Athene, werd Skouloudis beschuldigd van "collaboratie" met de vroegere koning. Hij werd schuldig bevonden en werd veroordeeld tot een gevangenisstraf. Hij bleef in de gevangenis tot in november 1920. Na de verkiezingsnederlaag van Venizelos werd Skouloudis in 1921 gerehabiliteerd. Na zijn rehabilitatie trok Skouloudis zich uit de politiek terug. Hij overleed in 1928 op 89-jarige leeftijd.
- Gemeinsame Normdatei: 1038320259
- International Standard Name Identifier: 0000 0000 5305 6527
- Library of Congress Control Number: nr96012361
- Nederlandse Thesaurus van Auteursnamen: 072391804
- Virtual International Authority File: 39274581
- WorldCat: E39PBJdCmjXMpxVGYHCRMqHV4q